# جزیره چیچاگف
جزیره چیچاگف (Chichagof) یا شی کاکس (Shee Kaax) جزیره ای در مجمع‌الجزایر الکساندر در آلاسکا است که ۱۲۱ کیلومتر طول و ۸۰ کیلومتر پهنا دارد و مساحت آن ۵۳۰۵٫۹ کیلومتر مربع است. این جزیره پنجمین جزیرهٔ بزرگ ایالات متحده و ۱۰۹-امین جزیرهٔ بزرگ دنیا است. طول خط ساحلی آن ۷۴۲ مایل است. برپایهٔ سرشماری سال ۲۰۰۰ این منطقه ۱٬۳۴۲ تن جمعیت داشته‌است. نسبت به کل جهان، بیشترین جمعیت خرس قهوه‌ای به ازای هر مایل مربع در این جزیره وجود دارد. جزیرهٔ چیچاگف یکی از جزایر ای‌بی‌سی آلاسکا است.
نام این جزیره از نام یک آدمیرال روسی به نام واسیلی چیچاگف گرفته شده، او یک جستجوگر قطب بود که هرگز به آلاسکا نرفت.